# Lubanka
Gostomka (zwana jako Lubanka lub Żelazna) – rzeka, lewy dopływ Pilicy o długości 16,3 km i powierzchni zlewni 136,2 km². Bierze swój początek na wschód od wsi Jajkowice i kierując się na południe przepływa przez wsie Nowy Kłopoczyn, Lipna Skarbkowa Żelazna. Płynąc dalej mija Pączew i Brzostowiec. W okolicach Brzostowca przepływa pod drogą wojewódzką nr 728 i skręca na południe. W miejscowości Gostomia wody Gostomki zasilają miejscowe stawy rybne, po czym wpadają do Pilicy.
Prawidłową formę nazwy rzeki Lubanka poświadcza w 1954 roku Roman Wojciechowski (s. 86): „Wieś [Gostomię] od folwarku dzieli głęboka i szeroka dolina wyschniętej rzeki; pośrodku jej szemrze dużą strugą Lubanka – dopływ Pilicy. Na Lubance zagospodarowano 139 ha stawów rybnych gostomskiego PGR. W roku 1934 woda po burzy odkryła na drodze stare cmentarzysko z dobrze zachowanymi urnami podkloszowymi”. Nazwa ta nawiązuje do nazwy wsi Lubania, położonej w górnym biegu rzeczki.
Jerzy Duma rejestruje w 1999 formę ludową Lubianka (zapis Lubjanka jest niezgodny z normami języka polskiego), zauważając, iż palatalizacja fonemu labialnego wskazuje na derywację dezintegralną za pomocą przyrostka -anka.